# Naturschutzgebiet Hamorsbruch / Bermecke
Das Naturschutzgebiet Hamorsbruch / Bermecke mit einer Flächengröße von 131,33 ha liegt nordwestlich vom Fernmeldeturm Meschede an der nördlichen Stadtgrenze von Meschede zum Stadtgebiet von Warstein. Das Gebiet wurde bereits 1942, 1954 und 1966 von der Bezirksregierung Arnsberg per Verordnung mit anderer Abgrenzung als NSG ausgewiesen. Das Gebiet wurde 1994 mit dem Landschaftsplan Meschede durch den Kreistag des Hochsauerlandkreises als Naturschutzgebiet (NSG) mit einer Flächengröße von 64,9 ha ausgewiesen. Von 1942 bis 2020 führte das NSG den Namen Naturschutzgebiet Hamorsbruch. Bei der Neuaufstellung des Landschaftsplanes Meschede wurde das NSG 2020 erneut vom Kreistag ausgewiesen. Dabei wurde der Name geändert und die Fläche vergrößert.
Das NSG grenzt direkt an die Kreisgrenze. Auf dem Stadtgebiet von Warstein im Kreis Soest grenzt direkt das Naturschutzgebiet Hamorsbruch und Quellbäche an. Das NSG ist seit 2004 Teil des FFH-Gebietes Hamorsbruch und Quellbäche (Nr. DE-4515-301) mit 464 ha Größe. Das Naturschutzgebiet Bormecke liegt nur von der Landstraße getrennt westlich vom NSG.

## Gebietsbeschreibung

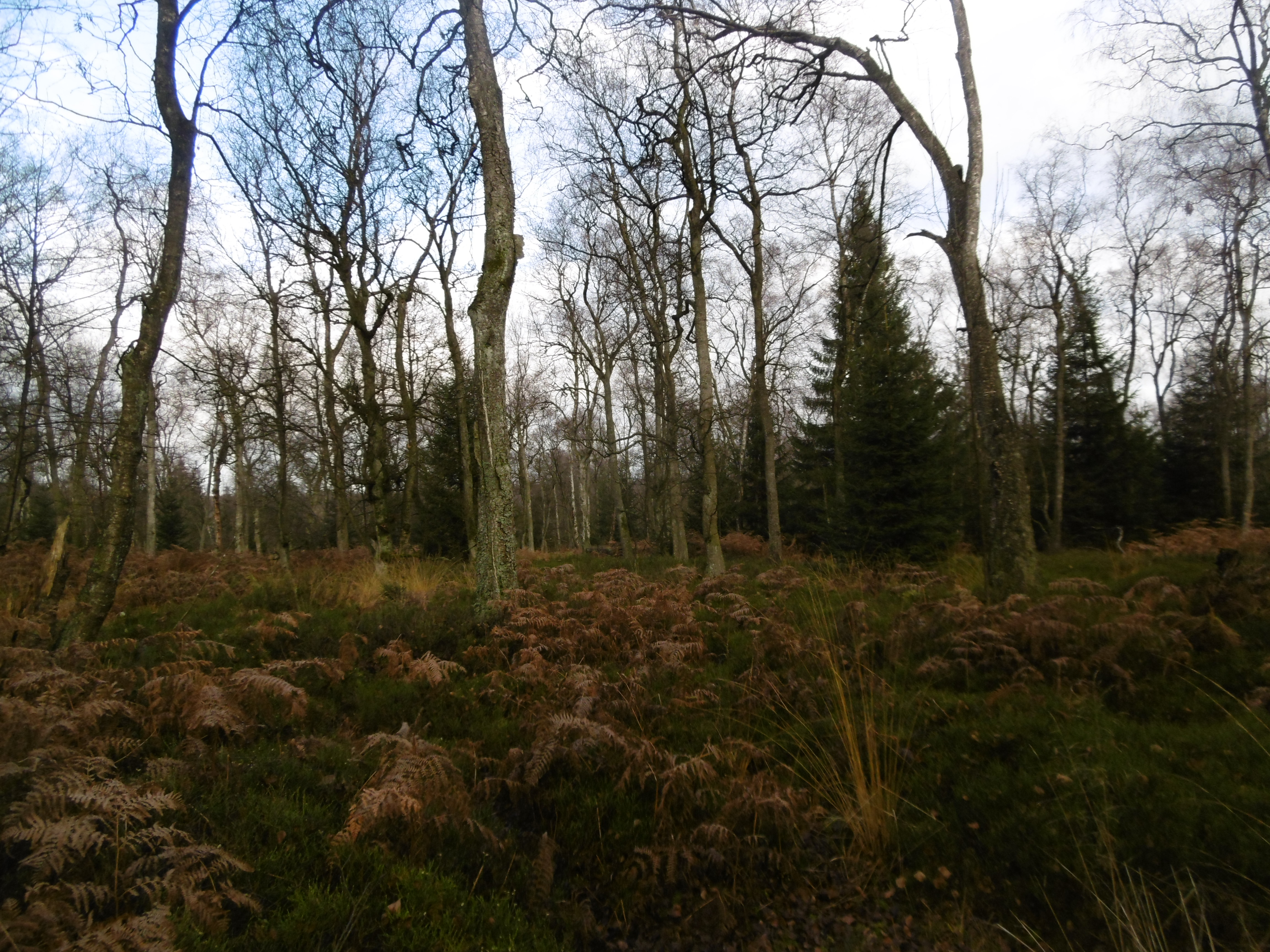
Ostbereich vom Hamorsbruch

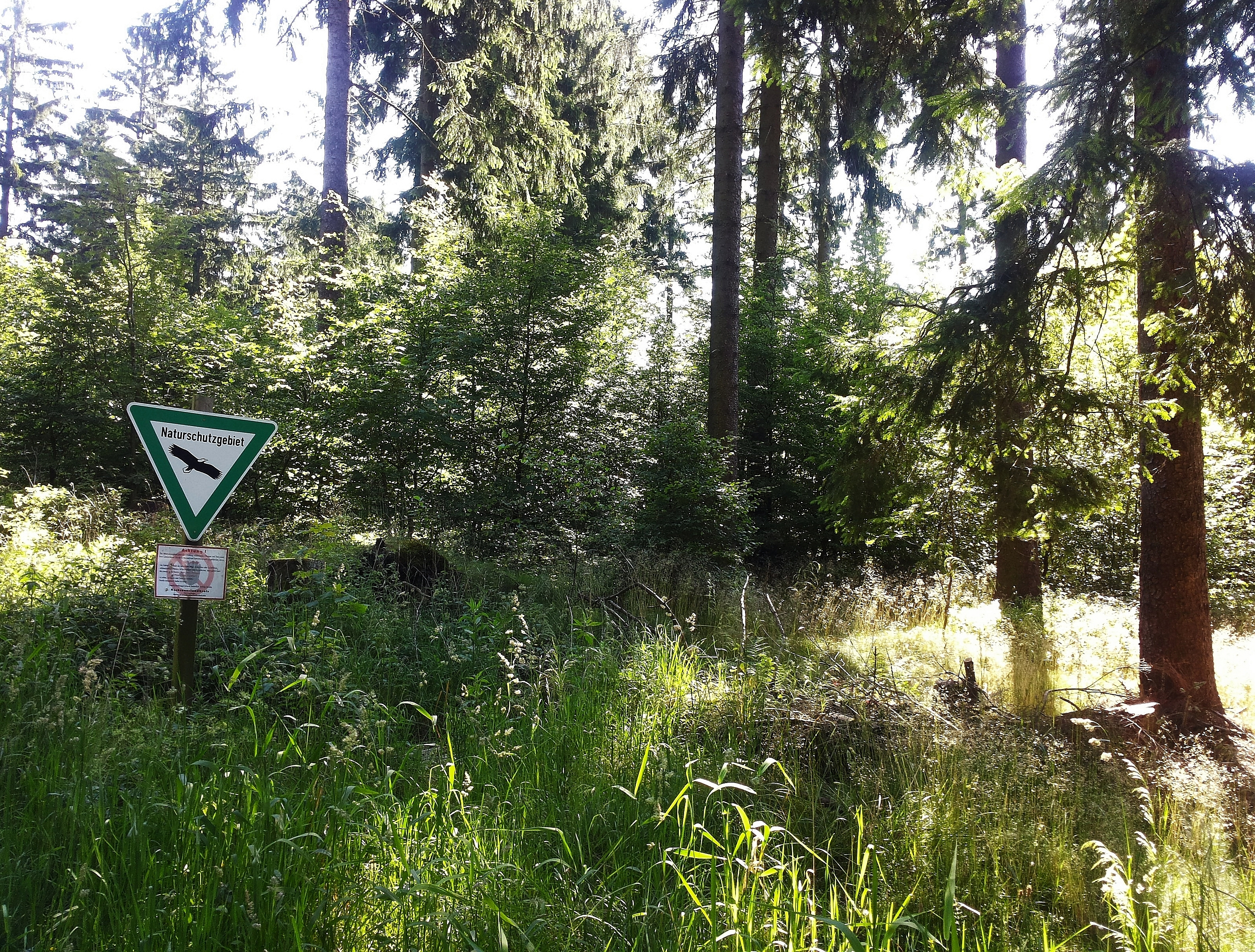
Naturschutzgebiet Hamorsbruch nahe Fernmeldeturm Meschede

Beim NSG handelt es sich um einen Birkenmoorwälder auf bis zu 2 m mächtigen Torfkörpern mit einer artenreichen Krautschicht, Rotbuchenwald und Fichtenwald. Der Moorwald wird von der Moor-Birke dominiert, die auf bis zu zwei Meter mächtigen Torfkörpern stocken. Die Krautschicht der Moorwälder ist artenreich. Buchenbestände verschiedener Alterstadien befinden sich im südwestlichen Teil des Naturschutzgebietes. In das NSG sind verschieden alte Fichtenbestände einbezogen. Die Fichtenbestände waren 2020 bereits teilweise mit Buche unterpflanzt. Die Moorböden im NSG decken hier einen deutlich größeren Gebietsanteil ab, als dies an der Bruchwald-Bestockung erkennbar ist.
Sie begleiten auch das Quellsiepen des Bilstein-Baches bis hin zum Sonnenbruch auf der südlichen Hangseite. Ganz im Südwesten endet sie mit einem markanten Hohlwegebündel, dessen vielfältige Kleinstandorte sich mit einer Laubwaldbestockung ihrem Potenzial entsprechend entfalten können. Während dieser kompakte Südteil des NSG weitestgehend zum Bilsteinbach nach Nordosten entwässert, kennzeichnet der ausgeprägte Karpatenbirken-Bruchwald Fuchsloch in der Mitte eine der beiden Ursprungsmulden der nordwestlich ablaufenden Bermecke, die auf etwa 750 m Länge gleichzeitig die Kreis- und Schutzgebietsgrenze bildet. Als wesentlicher Bestandteil des FFH-Gebietes wurde hier im Nordteil neben den Bermeckearmen ein rund 100 m breiter Laubwaldgürtel in das NSG einbezogen. Zwischen ihm und dem Bermecketal ist das FFH-Gebiet überwiegend mit jüngeren Fichten bestockt, welche nicht zum NSG gehören. Zur Bermecke entwässern angelegte Entwässerungsgräben. Im Bereich der Bermeke gibt es bachbegleitende Erlenwälder, Erlenbrücher, Feuchtbrachen und Quellfluren. Das NSG steht überwiegend unter dem gesetzlichen Biotopschutz nach § 30 BNatSchG.

## Pflanzen- und Moosarten im NSG
Im NSG kommen Rote-Liste-Pflanzenarten vor. Auswahl vom Landesamt für Natur, Umwelt und Verbraucherschutz Nordrhein-Westfalen dokumentierte Pflanzenarten im Gebiet: Adlerfarn, Bach-Spatenmoos, Besenheide, Brennender Hahnenfuß, Europäische Eibe, Gewöhnlicher Gilbweiderich, Goldenes Frauenhaarmoos, Großer Dornfarn, Hain-Gilbweiderich, Harzer Labkraut, Heidelbeere, Kahnblättriges Torfmoos, Moor-Birke, Quell-Sternmiere, Rippenfarn, Scheiden-Wollgras, Schild-Ehrenpreis, Schönes Frauenhaarmoos, Siebenstern, Spitzblättriges Torfmoos, Sprossender Bärlapp, Ilex aquifolium, Stern-Segge, Sumpf-Helmkraut, Sumpf-Labkraut, Sumpf-Veilchen, Wald-Ehrenpreis und Wald-Schachtelhalm.

## Schutzzweck
Zum Schutzzweck des NSG führte der Landschaftsplan auf: „Erhaltung und Entwicklung von Bruchwaldgesellschaften auf Moor- und Anmoorstandorten sowie bodensaurer Buchenwälder als Ziel-Lebensraumtypen der FFH-Gebietsmeldung; Stabilisierung eines kreisübergreifenden, international bedeutsamen Biotopkomplexes auch durch Einbeziehung und Aufwertung der zahlreichen Quellbereiche, Bach-Oberläufe und Verbundflächen zwischen diesen Sonderstandorten; Sicherung eines landeskundlich interessanten Hohlwegebündels; rechtliche Umsetzung der FFH-Gebietsmeldung DE 4515-301 „Hamorsbruch und Quellbäche“ und Präzisierung der diesbezüglichen allgemeinen Schutzvorschriften des § 33 BNatSchG – s. Gebot b) des NSG-Festsetzungskataloges.“

## Entwicklungsmaßnahmen
Laut Festsetzung im Landschaftsplan sollen die Entwässerungsgräben verdämmt werden um die Wasserhaltung zu verbessert und die Besiedlung mit Moor- und Bruchwaldgesellschaften erleichtern. In einer Teilfläche im NSG ist weiterhin Nadelholzanbau mit einem Anteil von maximal 20 % zulässig. Diese forstlichen Festsetzung sind in der Festsetzungskarte abgegrenzt.